# تيدوجلوتيد
تيدوجلوتيد (Teduglutide)، الذي يباع تحت الإسم التجاري جاتكس( Gattex) و غيرها، هو دواء لعلاج متلازمة الأمعاء القصيرة.  و يستخدم على وجه التحديد للأشخاص الذين يحتاجون إلى التغذية الوريدية.  و يعطى عن طريق الحقن تحت الجلد مباشرة. 
تشمل الآثار الجانبية الشائعة لهذا العقار على: آلام البطن و الغثيان و زيادة السوائل و ردود الفعل التحسسية و الصداع.  قد تشمل الآثار الجانبية الخطيرة المحتملة الأخرى على: الأورام، و انسداد الأمعاء، و أمراض المرارة، و التهاب البنكرياس.  أما تناوله أثناء الحمل فيبدو أنه آمن تماما.  و هو مشابه لببتيد الجلوكاجون الشبيه 2 (GLP-2) الموجود في الجسم، و الذي يزيد من امتصاص العناصر الغذائية من الأمعاء. 
تمت الموافقة على استخدام تيدوجلوتيد طبيًا في كل من الولايات المتحدة و أوروبا في عام 2012.   جرعة 5 ملغ يوميًا، تكلف الخدمة الصحية الوطنية في المملكة المتحدة حوالي 15000 جنيه إسترليني شهريًا اعتبارًا من عام 2021.  و تبلغ تكلفة هذا المقدار في الولايات المتحدة حوالي 36000 دولار شهريًا. 